# Pleotarsobius heterotarsus
Pleotarsobius heterotarsus är en mångfotingart som först beskrevs av Filippo Silvestri 1904.  Pleotarsobius heterotarsus ingår i släktet Pleotarsobius och familjen fåögonkrypare. Inga underarter finns listade i Catalogue of Life.